# Інститут управління землею

## Інститут управління землею
Інститут управління землею, або ІУЗ, є неприбутковою організацією з досліджень та освіти, яка має офіси у Вашингтоні, Гонконгу, Лондоні та Франкфурті. Його затверджена місія полягає в тому, щоб «забезпечити лідерство у відповідальному використанні земельних ділянок, а також у створенні та підтримці процвітаючих громад у всьому світі». ІУЗ виступає за прогресивний розвиток, проведення досліджень та освіту в таких галузях, як сталий розвиток, компактний розвиток, створення місць для житлового будівництва та забезпечення робочих місць. ІУЗ була заснована в 1936 році і в даний час має 40 000 членів. Понад 20 % членів працюють у державному, академічному та державно-приватному партнерствах. Більшість решти беруть участь у галузях нерухомості та містобудування.
ІУЗ стверджує, що вона випускає публікації та регулярні дослідження, «які передбачають нові тенденції та проблеми використання землі, пропонуючи креативні рішення на основі цих досліджень» та «надає знання, щоб допомогти громаді розвитку постійно покращувати свою діяльність».
ІУЗ також підтримує низку ініціатив та програм, включаючи досконалу програму консультаційних послуг щодо питань розвитку нерухомості та міської політики, які надає урядам, компаніям та неприбутковим організаціям. Більш ніж 20 років назад, ІУЗ заснував школу нерухомості, [3] призначену для забезпечення професійних навичок розвитку практиків з землекористування. УІЛ також проводить чергові заходи, в тому числі місцеві наради окружної ради, [4] та форум весняних зборів [6].
Нинішній президент і головний виконавчий директор Патрік Філіпс — колишній президент ERA AECOM. Він замінив Річарда Росана, який 17 років працював президентом та виконавчим директором організації. [7] В ІУЗ працює декілька дослідницьких віце-президентів, серед яких президент та головний виконавчий директор Фонду ІУЗ, Кетлін Б. Кері (колишня компанія GE Capital Real Estate); [8] головний спеціаліст з маркетингу та членства, Адам Й. Смоляр (колишній — Савилз Стдлі) ; [9] головний виконавчий директор, Жанна Р. Меренсон (керівник групи «Белграв»); [10] виконавчий віце-президент мережі для країн Америки, Стефані С. Вассер; [11] та виконавчий директор ІУЗ Terwilliger Center for Housing, Stockton Williams. [12]
Європейський офіс компанії ІУЗ очолює виконавчий директор Lisette van Doorn, який раніше працював в компанії LIRE та CBRE Global Investors [13]. Крім того, Джон Фіцджеральд є головним виконавчим директором Азіатсько-Тихоокеанського офісу ІУЗ, який розташований у Гонконгу. [14]

## Історія

#### 1936—1949
ІУЗ був заснований під час Великої депресії 14 грудня 1936 р. як Національний фонд нерухомості для практичних досліджень та освіти, потім ставши науково-освітньо-кваліфікаційним коледжем у сфері нерухомості та «міського господарства». У 1939 році організація змінила свою назву на Інститут міського краю, через два роки після створення штабу в Чикаго, штат Іллінойс. В 1940 році внутрішній спікер заявив, що місія інституту «була створена для надання допомоги американським містам у їх проектах планування, перепланування, будівництва та реконструкції».
ІУЗ провів свою першу конференцію в 1941 році, організовану Массачусетським технологічним інститутом в Бостоні. Через рік ІУЗ зарекомендувала себе як адвокатська організація з виданням «Основи законодавчої програми для відновлення наших міст». У тому ж році інститут перемістив штаб-квартиру в Вашингтон, округ Колумбія.
У 1944 році члени Дж. К. Ніколс і Х'ю Поттер організували першу раду ІУЗ, Раду громади будівельників, зосереджуючи увагу на питаннях побудови приміських будівель, що стоять перед американськими містами після Другої світової війни. Програма консультативних послуг інституту була створена в 1947 році, провела свою першу панель для міста Луїсвілл, Кентуккі. [15]

#### 1980—1999
ІУЗ створив програму обласної ради в 1983 році, починаючи з семи рад у різних містах США. Пізніше інститут створив районні ради та провів перші лекції нерухомості в 1986 році.
УрбанПлан, програма другої середньої школи інституту, створена за допомогою грантової нагороди Національного фонду освіти суспільства Geographic. У 1992 році інститут створив перші дві європейські районні ради для міст Лондона та Барселони.
Програма випускників старших курсів релігійних меншин створена у 1996 році. У тому ж році відбувся перший форум міського голови ІУЗ з наміром створити місце для посадових осіб міст та приватного сектора з метою пошуку та вирішення міських проблем [17].

#### 2000—1015
У 2000 році була створена премія ІУЗ J.C. Nichols для візіонерів у сфері містобудування та кількість рад ІУЗ зросла до 39, розширившись до Європи, Азії та Південної Америки. Через рік, у 2001 році, ІУЗ відкрив свій перший європейський офіс у Брюсселі, Бельгія. У тому ж році була створена перша група «Молоді лідери» Х'юстонською районною радою ІУЗ. Більшість інших окружних рад є групою молодих лідерів до 2005 року.

## Центр громадського лідерства у використанні землі Даніеля Роуз
Центр Роуз, який зараз діє спільно з Національною лігою міст, спрямований на заохочення досконалості у прийнятті рішень щодо землекористування шляхом надання державним посадовим особам ресурсів, необхідних для створення стійкої та ефективної політики щодо землекористування. Центр був заснований у 2008 р., Після того, як отримав грант на $ 5 млн від Деніела Роза, голови Нью-Йоркської компанії Rose Associates. [44] Центр Роуз має багаторічну стипендіальну програму.

#### ІУЗ Центр ринків капіталу та нерухомості
У 2009 році інститут заснував Центр ІУЗ з ринків капіталу та нерухомості. За словами ІУЗ, місія полягає в тому, щоб «сприяти розумінню ринків капіталу на ринку нерухомості та забезпечити лідерство у створенні здорового та продуктивного сектора ринків капіталу нерухомості» [47]. У центрі проводяться щорічні конференції з ринків капіталу та нерухомості, де він скликає практикуючих галузей промисловості, експертів та економістів на два дні панельних сесій. [48] [49] Центр також публікує піврічний прогноз консенсусу нерухомості, про який часто цитують публікації фінансових новин. [50] [51] [52] Крім того, з моменту свого заснування Центр взяло на себе відповідальність за партнерство з PricewaterhouseCoopers для публікації своїх щорічних нових тенденцій у звіті про нерухомість. [53] [54]

## Центр ІУЗ для сталого розвитку
Центр сталого розвитку був створений у 2014 році як спроба, спрямована на вплив будівельників на розробку здорових, стійких та енергоефективних розробок. Центр включає в себе ІУЗ Greenprint Center for Performance Building та Програму стійкості до міст. [55]

## ІУЗ Центр будівництва
У 2012 році Фонд Greenprint передавав свої активи та активи в ІУЗ, створивши ІУЗ Greenprint Center for Performance Building. Після злиття новий суб'єкт сподівається сприяти зменшенню використання викидів парникових газів у світовій галузі нерухомості. [56] [57] [58] Центр є найвідомішим за свій щорічний звіт про результати роботи Greenprint Performance, який використовується членами центру для оцінки власного відносного прогресу у скороченні викидів. У звіті використано індекс «Greenprint Carbon», і він призначений для забезпечення інтерактивного інструменту прозорості для власників будівель для використання у порівнянні їх портфелів. До складу центру входили такі компанії, як AvalonBay; GE Capital Real Estate; GLL Real Estate Partners; Гросвенор; [потрібне невідповідне значення] Hines; Джонс Ланг LaSalle; Prologis; Пруденційні інвестиції в нерухомість; і TIAA-CREF. [59]

## Міський план
UrbanPlan — навчальна ініціатива, основана на реальності, з ІУЗ, яка виникла з її розділу в Сан-Франциско. Він був розроблений у партнерстві з викладачами економіки вищої школи, спеціалістами з землекористування та нерухомості, а також Фішерським центром нерухомості та міської економіки (FCREUE) в Каліфорнійському університеті в Берклі [60]. Ядро навчального плану передбачає гіпотетичний сценарій, за яким студенти реагують на пропозицію перетворити певний місцевий квартал у змішане використання. Через рольові вправи зацікавленого громадянина та девелопера та презентацію своїх пропозицій у макетній міській раді, що складається з волонтерських фахівців з місцевої нерухомості, студенти вивчають основні проблеми в процесі містобудування та як бажання багатьох зацікавлених сторін впливають на розвиток рішення З моменту свого заснування у програмі UrbanPlan брали участь понад 27 000 студентів та студентів університету. У 2014 році програма була впроваджена в Об'єднаному Королівстві через партнерство з Освітнім трастом Форуму інвестиційної нерухомості. [61] [62] [63] [64] [65]

## Нагороди та конкурси
Організація видає кілька нагород щорічно, у тому числі ІУЗ Awards for Excellence, ІУЗ Джеральд Д. Hines Студентський Міський Дизайн Конкурс, Премія Дж. К. Ніколса для Візіонарів у Міському Розвитку, Премія Відкритого простору Міста Аманди Бурдена та Моделі Досконалості Джека Кемпа Нагороди

## Премія Дж. К.Ніколса
Премія ім. Дж. К. Ніколса для місіонерів — це щорічна премія, надана фізичній особі (або представнику установ), яка зробила кар'єрне зобов'язання щодо відповідального розвитку землі. Премія Ніколса була заснована у 2000 році на честь легендарного та впливового землевласника ХХ століття Джессі Клайда Ніколса з Канзасу-Сіті, штат Міссурі. Переможці отримують приз у розмірі 100 000 доларів, який фінансується за рахунок благодійної допомоги сім'ї Ніколлів Фонду ІУЗ [66]. Попередніми призерами премії ім. Дж. К. Ніколса є міський голова Річард М. Дейлі, [67] Аманда Бурден, [68] Пітер Колторпе [69] та Вінсент Скаллі [70]. і Його Високість Ага Хана.

## ІУЗ нагорода за першість
Згідно з їхнім вебсайтом, «ІУЗ Awards for Excellence визначають стандарт для практики розвитку нерухомості в усьому світі». Заснована в 1979 році, [71] програма нагород є основою зусиль ІУЗ з виявлення та пропаганди найкращих практик у всіх видах розвитку нерухомості. Програма ІУЗ Awards for Excellence відзначає проекти розвитку у трьох регіонах: Америці, Європі та Азіатсько-Тихоокеанському регіоні. Кожен регіон має своє журі, графік та збори. Переможці з кожного конкурсу продовжують конкурувати у конкурсі Global Awards for Excellence [72].

## ІУЗ нагорода Урбан Спейс
ІУЗ Urban Open Space Award є щорічною премією, яка визнає один видатний приклад міського відкритого простору, який збагатив місцевий характер і пожвавлював оточуючу громаду [73]. Програма нагород була заснована у 2009 році, після того, як призер цьогорічного премії ІУЗ Дж. К. Ніколс, Аманда Бурден, пожертвувала свою премію в розмірі 100 000 доларів США на створення ULA. [74] Кампус Детройта Мартіус Парк був інавгураційним переможцем премії, отримавши грошову премію у розмірі 10 000 доларів США [75].

## Нагорода Джека Кемп Моделі за перемогу
ІУЗ Джек Кемп Житлові Моделі Нагороди Досконалості відзначає розробників, які продемонструють як лідерство, так і творчість у розширенні доступності житлового фонду для роботи в Сполучених Штатах. [76] Програма нагород була створена Центром ІУЗ Terwilliger у 2008 році під оригінальним іменем ІУЗ / J. Роналд Тервальйгер, працівники житлового будівництва, нагороди відмінності. Пізніше вона була перейменована на честь Джека Кемпа. [77]

## Конкурс Джеральда Д. Хейнса за міський дизайн
Конкурс студентського дизайну ІУЗ / Gerald D. Hines, розпочатий у 2003 році, дає студентам вищої освіти можливість змагатись за приз за 50 000 доларів США. Щоб вступити, команда повинна складатися з учнів щонайменше з трьох дисциплін. Щорічно вибирається реальний великомасштабний сайт. Студентські команди потім мають два тижні для розробки комплексного плану дизайну та розвитку для цього сайту. Після того, як фіналісти звужуються, журі міждисциплінарних фахівців з архітектури та землекористування вибирає команду, що виграє. [78] Попередні фіналісти включали студентські колективи з Університету Пенсільванії [79], Каліфорнійського університету в Берклі, [80] Колумбійський університет і спільну команду з Державного університету Північної Кароліни та UNC-Chapel Hill [81].

## Публікації
Крім річного звіту, [82] Інститут міської землі публікує книги, звіти та журнали з власних досліджень, а також членів організації. [83] Поряд зі своїм провідним журналом Urban Land, інші помітні публікації включали в себе посібник «Будівельники спільноти», «Нові тенденції в галузі нерухомості», «Довідник асоціації власників житла», «Доповіді експертної групи» та їх річний звіт «Інфраструктура» [84].

## Журнали
Інститут міського краю вперше почав публікувати свій провідний журнал Urban Land у 1941 році. В даний час журнал друкує шість випусків за календарний рік і доступний лише для членства в інституті. Вона публікує статті з різноманітних питань використання земельних ділянок та комерційної нерухомості, що стосуються фахівців галузі. [85] Протягом багатьох років інститут публікував інші обмежені назви журналів, у тому числі багатосторонні тенденції та міський земельний зелений. [86] У 2010 році інститут запустив онлайн-версію журналу Urban Land [87].

## Річні звіти
В даний час існує два щорічно підготовлених дослідницьких звітів Університету міського типу. Нова тенденція в серії Real Estate®, яка була розпочата в 1979 році, спочатку була створена Корпорацією досліджень нерухомості. У 2004 році Інститут міської землі та Pricewaterhouse Coopers прийняли публікацію доповіді. Доповідь приділяється значну увагу в засобах масової інформації і розглядається як головний річний прогноз промисловості для фінансування нерухомості, розвитку trтенденції розвитку та ринки капіталу. [88] [89] [90] Щороку складаються три звіти для трьох різних регіонів: Америки, Азіатсько-Тихоокеанського регіону та Європи [91].
Крім того, Інфраструктура міського інституту землі публікує щорічний звіт. З 2007 року, за підтримки «Ернст енд Янг», Інститут міської землі випустив щорічний звіт, в якому висвітлюються тенденції та проблеми в різних галузях інфраструктури [92]. З першого випуску доповіді у 2007 році звіт про інфраструктуру отримує значне покриття як в національних, так і в місцевих засобах масової інформації. [93] [94] [95] [96]

## Книги
З часу свого заснування, ІУЗ опублікував численні книги з проблем землекористування. У перші десятиліття інституту більшість її публікацій складають серії технічних бюлетенів ІУЗ. Перше видання серії «Помилки, які ми зробили в розвитку громади», Дж. К. Ніколз, було опубліковано в 1945 році. [97] Через кілька років, у 1947 році, був виданий посібник «Посібник будівельників спільноти». Нью-Йорк Таймс перерахував його як один з найпопулярніших книг року у галузі планування та нерухомості. [98]
Протягом багатьох років діяльності інституту, ІУЗ випускає інші цікаві публікації, серед яких — The City Battle Back (1954), Серія доларів і центів торгових центрів (вперше опублікована в 1961) та Довідник асоціації будинків (1964) [99]. Недавні публікації включали в себе розробку професійного нерухомого майна: «Керівництво з бізнесу ІУЗ» (2003), «Розвиток нерухомості: принципи та процес» (2007 рік), «Growing Cooler» (2008), «Аналіз ринку нерухомості», «Методи та приклади досліджень» (2009) та ІУЗ Будівництво в оренду житлової ради у Великій Британії: найкращий практичний посібник (2014 рік). [100]

## Організація та з'їзди
ІУЗ організовано як 501 (c) (3) неприбуткова організація і регулюється низкою статутів. За даними вебсайту ІУЗ, організацію очолює співробітники та волонтери-члени, а його бізнес та операції перебувають під керівництвом його глобального голови, головного виконавчого директора, піклувальників, ради директорів та комітету з експлуатації [101].

## Рада
Оскільки ІУЗ — це глобальна організація з членами, географічно розташованими в різних регіонах, великих містах і великих містах, організація надає форуми на місцевому рівні. ІУЗ посилається на свої місцеві голови, як національні та районні ради. [102] Місцеві районні ради проводять мережеві заходи, конференції, технічні консультативні групи та програми нагородження учасників цього району. [103] [104] На додаток до цих місцевих рад, ІУЗ налічує понад 50 виробничих рад. Це кадри членів ІУЗ, кожна з яких складається з 50 членів, де члени ради беруть участь у обміні інформацією в закритих дверях та обміну найкращими практиками в спеціалізованій галузі. Членство у продуктових радах є відомим бажанням та обмежується повними членами організації. [105]

## Збори
Щороку ІУЗ проводить низку галузевих заходів, відкритих як для членів, так і для не членів. Два головних щорічних заходах ІУЗ — це весняні та осінні збори, які проводяться у різних містах, що беруть участь у Північній Америці. Обидві ці події, які залучають різноманітних фахівців з приватного та громадського землекористування, стали відомі, що вони мають ряд високопосадовців. Серед основних доповідачів минулого виступають колишній президент Білл Клінтон, генеральний директор JPMorgan Chase Джеймі Діміон, актор Роберт Редфорд, зал НБА Famer Magic Johnson та колишній голова Федеральної резервної системи США Пол Волкер. [106] [107] [108] [109] [ 110]